# Aeluroscalabotes felinus
Aeluroscalabotes felinus (котячий гекон) — вид геконоподібних ящірок родини еублефарових (Eublepharidae). Мешкає в Південно-Східній Азії. Це єдиний представник монотипового роду Aeluroscalabotes. Іноді утримується в неволі. Його ще називають котячим геконом через його звичку згортатися калачиком, підібгавши під себе хвіст як кішка, коли він спить.

## Підвиди
Виділяють два підвиди:
- Aeluroscalabotes felinus felinus (Günther, 1864);
- Aeluroscalabotes felinus multituberculatus (Kopstein, 1927).

## Поширення та екологія
Котячі гекони мешкають на Малайському півострові та на Калімантані, на території Малайзії, Індонезії і Сінгапуру та на крайньому півдні Таїланду. Вони живуть у вологих тропічних діптерокарпових лісах, зазвичай в чагарниках на висоті від 1 до 3 м над землею, поблизу води, на висоті до 600 м над рівнем моря. Живляться комахами та іншими безхребетними.